# Kincs, ami nincs
A Kincs, ami nincs (eredeti cím olaszul: Chi trova un amico, trova un tesoro, am. „Aki barátot talál, kincset talál” / angolul: Who Finds a Friend, Finds a Treasure) 1981-ben bemutatott amerikai–olasz kalandfilm, filmvígjáték, amelynek főszereplői Bud Spencer és Terence Hill. A film rendezője Sergio Corbucci, producere Josi W. Konski. A forgatókönyvet Mario Amendola írta, a zenéjét Camelo és Michelangelo La Bionda szerezte. A mozifilm az Elpico Cinematografica és a Take 1 Productions gyártásában készült, Olaszországban a CEIAD és Amerikában a Columbia Pictures forgalmazásában jelent meg.
Olaszországban 1981. december 18-án, Amerikában 1981. december 16-án, Magyarországon 1984. március 22-én, a felújított változatot pedig 2017. január 5-én mutatták be a mozikban.

## Cselekmény
Alan Lloyd (Terence Hill) mindig is a pénzszerzés könnyebb módját választotta, így nem meglepő, hogy gyakran megfordul a lóversenypályán. Még öreg, alkoholista, azonkívül malária utóhatásaitól szenvedő nagybátyja, Brady bácsi (Herbie Goldstein) pénzét is herdálja. Az öreg, aki a második világháborúban katona volt, viszont egy rejtélyes kincs megszerzéséről álmodozik, ami egy csendes-óceáni szigeten található. Alan azzal áltatja Brady-t, hogy részletfizetés útján már majdnem megszerezte a hajót, közben a kicsalt pénzeket a fogadásokon veszti el, noha arra számít, hogy egy nagyobb nyeremény esetén az öreg álmát is megvalósítja. Mikor az utolsó kétezer dollár is elvész Alan egy bárban búslakodik, amikor tippet kap pincérlány barátnéjától (Linda Prast). A tipp lényege, hogy a chicagói versenyló, Philippone tulajdonosai lefizették a következő futamot, hogy az ő lovuk nyerjen, noha Alan is tudja, hogy Frisco Joe (Salvatore Basile) lova, Csokoládé az abszolút esélyes. Alan elfogadja a tippet és kieszel egy ötletet. 15 ezer dollárt csal ki Frisco egyik emberéből (Giancarlo Bastianoni) azzal hitegetve, hogy Csokoládéra teszi, mert összeállt egy bukmékerrel és siker esetén duplaannyit fizetnének. Ez persze nem igaz, de Frisco embere átadja neki a pénzt, amit Alan Philipponéra tesz. Amire viszont nem számít, hogy Frisco sokkal befolyásosabb és elvetemültebb maffiózó, aki nem hagyja, hogy a chicagóiak beleköpjenek a levesébe. Alan elveszti a 15 ezer dollárt, mire Frisco utána küldi az embereit. Szorult helyzetében Brady-hez rohan, akitől 15 ezret kér úgymond felszerelésre a hajóhoz, ami már meg van. Brady képtelen ennyit fizetni, lévén egy vasa sem maradt, ekkor megjelenik Frisco három embere. Alan nagybátyja kincsestérképét ajánlja fel nekik, de ők azért jöttek, hogy megöljék. Alan rájuk burítja az asztalt, megveri őket és egy lovon elmenekül a kikötőbe. Előtte még megkapja Brady-től a térképet.
A kikötőben észrevesz egy hajót, ahol nagy a nyüzsgés. A rakodómunkások közé állva felcsempészi magát a fedélzetre és elrejtőzik. A hajó Charlie O'Briené (Bud Spencer), egy a magányos tengerész, aki az ehetetlen Puffin lekvár reklámarca és azért hajózik ki, hogy hónapokig a lekváron élve megnyerjen egy kétezer dolláros fogadást. Vele van Paquito, a beszélő papagáj is. Mikor elég messze van az összes lekvárt kihajigálja a tengerbe, mivel az ő kedvence a bab, ahogy Paquitóé is. Ezután ebédet készít magának: egy serpenyő babot. Mialatt még rotyog, kimegy néhány tennivalót elvégezni a fedélzeten, eközben szigorúan meghagyja Paquitónak, nehogy az ebédjébe mártsa a csőrét. Visszatérve a babnak hűlt helye. Charlie Paquitót gyanúsítja, ezért három napra kalitkába zárja ennivaló nélkül. Csakhogy másnap, amikor megint főz megérkezik egy helikopter, ami Charlie állapota felől érdeklődik. Amíg Charlie a fedélzeten tájékoztatja a pilótákat helyzetéről előjön a rejtekhelyéről Alan, behabzsolja Charlie ebédjét és gyorsan eltűnik. Visszatérve a kajütbe Charlie látja, hogy tálja ezúttal is üres, Paquito pedig a kalitkában van: valaki még tartózkodik a hajón. Charlie dühödten forgatja fel a hajót, mialatt Alan az orrba kapaszkodva bújkál.
Charlie étellel csalja lépre a bujkáló láthatatlan embert: kisüt egy nagy szelet steaket, kirakja a fedélzetre, majd úgy tesz, mintha rádión a partiállomást hívná. Egy horog le is ereszkedik, ami felhúzza a steaket. Charlie erre kioldja az árbóc tartókötelét és Alan lezuhan. Mielőtt azonban bármit elmagyarázni Charlie a tudtára adja, hogy most bevágja a tengerbe. Alan a vízbe zuhan, ám Charlie nem hagyja ott, mivel egy cápa is felbukkan a közelben. Az állomást tájékoztatja a potyautasról, akik azt javasolják rakja ki egy lakatlan szigeten. Amíg Alan a hajón van Charlie munkára kötelezi. Ám míg ő alszik Alan előveszi Brady térképét és egyezteti az irányt Charlie térképeivel. Az iránytűt egy fémpénzzel zavarja meg, így Charlie abban a tudatban halad tovább, hogy a kapott térképek irányán halad.
Idővel feltűnik Pongo-Pongo szigete, ahol Brady szerint a kincs van. Charlie viszont nyugtalan, mert az irány szerint erre nincs semmilyen sziget és a mutatók egyáltalán nem a légköri viszonyokat jelzik. Charlie aztán gyanakodni kezd és megtalálja az érmét az iránytű alatt. Dühében Alannek esik, s a verekedés során mindketten a vízbe esnek, a hajó pedig elsodródik. Kénytelenek hát nem kis utat megtenni a szigetig. Charlie rettentő dühös, mert elveszítette a legalább 200 ezer dolláros hajóját és a szerződését a lekvár gyártójával. Alan elmeséli neki ugyan a feltételezett kincs történetét, de Charlie nem hisz neki: útjaik szétválnak, s mindketten élelmet keresnek (Alan a legtöbb sikerrel).
Idővel váratlan fordulat következik: mindkettőjükre rálőnek. A szigetet lakatlannak hiszik, ezért nem értik honnan szerezhetett a másik fegyvert. Amikor viszont újra találkoznak ismét rájuk lőnek. Ezután együtt mennek tovább. Alan meggyőződése, hogy valaki más is keresi a kincset és nyilván el akarta őket zavarni. Charlie véletlenül belezuhan egy földalatti raktárba, amely egykor az amerikai hadseregé lehetett. Kiérve a depóból emberekkel találkoznak, akik a sziget őslakosai. Vezetőjük Anulu (Salvatore Borghese) tud néhány szót a nyelvükön és közli velük foglyok. Charlie és Alan önszántukból tartanak vele. Anulu a falujába viszi őket, ahol a királynő Mama (Louise Bennett) elé állítja őket, remélve, hogy dicséretet kap. Mama, aki nem mellesleg Anulu édesanyja, jól lepofozza együgyű fiacskáját, mert folyton csak háborúzni akar és a vendégeket foglyul ejtette. Mama három másik gyönyörű lánykája, akiknek feltűnően ázsiaias virággal köszöntik Charlie-t és Alant. Mama elmondja, hogy aki rájuk lőtt egy öreg japán katona Kamaszuka (John Fujioka), aki egy hátrahagyott erődítményben lakik. A második világháború során itt is harcok dúltak a japánok és az amerikaiak között. Kamaszuka viszont itt ragadt és még mindig azt hiszi tart a háború. A törzsi varázsló (Baba Subraniam), aki kissé zakkant azonban felhergeli Anulut, hogy küzdjön meg a két amerikaival. Mama kénytelen harcba küldeni a vendégeket az ősi hagyományok miatt, jóllehet nem félti őket túlzottan gyerekes fiacskájától, aki egy fakarddal és valami baltával hadonászik. Charlie Alant küldi Anulu ellen, aki viszont a fülébe súgja a férfinak, hogy Charlie lenézően beszélt húgai szépségéről. A felbőszült Anulu Charlie-t hívja viadalra, aki viszont egyetlen pofonnal ártalmatlanná teszi őt. A varázsló kivételével a lakosokat különösen nem zavarja Anulu veresége, megtapsolják Charlie-t.
A távolból viszont hajó bukkan fel: kalózok, akik valójában emberkereskedők és minden évben kétszer eljönnek elhurcolni néhány embert. Mama kéri a két hajótöröttet, hogy segítsenek rajtuk, noha a kalózok sokan vannak. A kalózok, akik bőrből készült rockerruhába öltözött amerikaiak, egy Kaldor (Claudio Ruffini) nevű bűnöző vezetése alatt állnak, aki szórakozásból a kötekedő Anulu lábát is megtapossa. Amikor találkozik Charlie-val és Alannel konkurens emberkereskedőknek nézi őket. Charlie lábát is megtapossa, de a nagyerejű embernek ez meg se kottyan, sőt le is üti Kaldort. Kitör a bunyó: Kaldor embereit Charlie és Alan elveri, utóbbi a kalózvezért jól meg is leckézteti, hogy leveri a kezét és a lábát kövekkel. A kalózok kereket oldanak, de Kaldor bosszút esküszik…
Alan, bár kérdezte Mamát a kincsről, ő nem tudott érdemi információval szolgálni. Rábeszéli Charlie-t, hogy tartson vele a keresésben, közben szemlélőnek Anulu is velük tart. Alan bizakodó, még Charlie inkább egy bárkát ácsolna, hogy elhagyhassa a szigetet. Az ásás közben két sírra bukkannak: Johnatan Forsterére és Brian Corbettóét, akik szintén a kincset keresték, de meghaltak. Közben újból lövések dördülnek, Kamaszuka zaklatja Charlié-kat. Anulura viszont nem lő…
Alan a térkép tanulmányozása során arra a következtetésre jut, hogy a kincs az erődben lehet, ami viszont Kamaszuka uralma alatt áll. Charlie nem hajlandó az erőd közelébe menni, mert a japán katona fegyverei még működőképesek. Mama viszont elárulja, hogy el van rejtve a szigeten egy páncélautó, amit a rendelkezésükre bocsát, amiért segítettek nekik. Anulu tiltakozik a páncélautó átadása ellen, de termetes anyja pofonja meggondolásra készteti. A páncélautó a japánoké volt. Charlie szolgált a seregben, ezért ő ért hozzá. Mikor beindítják a motort Alan véletlenül mozgásba lendíti a harcieszközt, ami feldúlja a falut. Csak az állítja meg, hogy elfogy a benzin. Anuluék újra feltöltik.
Charlie és Alan felszerelkezik, s elindulnak az erődhöz. Anulu tiltakozik és utánuk megy. Valami miatt nem akarja, hogy Kamaszukával konfrontációba kerüljenek. Kamaszuka, bár fegyverekkel bír, valójában jámbor ember, de kötelességtudó. Amikor látja a páncélautót először azt hiszi az övéi tértek vissza és nagy öröm lesz úrrá. Charlie is azt hiszi nincs félnivalójuk. Anulu viszont kitűz egy a közeli bokorban lapuló amerikai zászlót a páncélautóra. Kamaszuka erre észbe kap és tüzet nyit géppuskájából, puskáiból és gránátjaiból. Charliék nem tehetnek mást, támadásba lendülnek. Egy lövedéket is kilőnek az erődre, a kaput áttörik.
Az erdőben Kamaszuka egy hatalmas szablyával támad Alanre banzáj! kiáltással, de Charlie lefegyverzi. Ekkor érkezik Anulu, aki könyörög a szamurájért, akiről kiderül, hogy az apja. Kamaszuka és Mama egymásba szerettek, amikor ő egyedül maradt a szigeten, így született meg Anulu és a három húga. Apja viszont megtagadta őt, amikor felnőve továbbra is gyerekes maradt. Alan ásni kezd, hogy előkeresse a kincset, míg Kamaszuka félrevonul, hogy szeppukut hajtson végre a vereség miatt szégyenből, de Charlie ebben is meggátolja. Felvilágosítja őt, hogy már évtizedek óta véget ért a háború és Japán is átalakult. Kamaszuka ezt nehezen emészti meg, de bölcs emberként végül tudomásul veszi. Alan is a kincsről faggatja, amiről Charlie meggyőződése, hogy nincs. De Kamaszuka elvezeti őket egy pincébe, ahol több millió dollár sorakozik. Charlie most már elhiszi létezik a kincs, noha Kamaszuka szerint ezek itt semmire sem jók, hisz messze vannak a civilizációtól és a kontinensre nem lehet csak úgy eljutni.
Anulu odakinn észreveszi, hogy egy hidroplán tart a sziget felé. Alan távcsövön észreveszi, hogy Frisco jött az embereivel. Frisco kényszerítette Brady-t, hogy újra lerajzolja a térképet, s most sikerült felfedezni a Pongo-Pongo szigetet. Friscóék fegyverekkel jönnek, Kamaszuka pedig kilőtte már az utolsó töltényét. De Alan ügyes tervet dolgot ki: Anulu elcsalja Friscóékat az erődhöz, akik beleesnek egy korábban Alan által kiásott mély gödörbe. Kamaszuka lefegyverzi őket, majd a kincsvadászokat a faluban ketrecbe zárják.
Mama és Kamaszuka kibékülnek, s helyi szokás szerint megtartják az esküvőt. Kamaszuka magához hívja Alant és mutat neki egy titkos utasítást, amit parancsnokai hagytak még rá annak idején. Ha erőd elesik csak akkor szabad felbontani: a papírok szerint a bankjegyek hamisak, hasznavehetetlenek. Alan aggódik Charlie miatt, ám Mama ad neki egy ősi bálványt, ami talán sokat érhet. Alan szándékában áll elhagyni a szigetet, amit viszont Charlie már kihallgat, ezért gyorsan iparkodik, összeszedi a pénzt és a hidroplánba ül, hogy Alant hátrahagyva eltűnhessen. Ám még mielőtt ez megtörténne Mama három lánya egyenként búcsúcsókot kér tőle. Charlie beszáll a repülőgéppel és elhajt, majd próbál kommunikálni. Utoléri a Forestar repülőgépanyahajót, ami viszont elég messze van tőle, neki pedig nincs elég üzemanyaga. Észreveszi, hogy a sör, amit ő vezetés közben ivott eltűnt: Alan lopta el megint. Ő küldte a három lányt, hogy feltartsák Charlie-t. Alan kelletlen közli Charlie-val, hogy a pénz hamis, ami majdnem megint veszekedéshez vezet. Alan azonban rábeszéli adják át a pénzt a hatóságoknak, hátha kitüntetést fognak kapni. Charlie leadná a jelet, de az adást Kamaszuka hangja szakítja meg a rádión: a kalózok visszatértek, kiengedték Friscót és most a nők, s gyerekek legyilkolásával fenyegetőznek, ha nem kapják meg a pénzt.
Charlie és Alan nem hagyhatják magukra a szigetlakókat, ezért visszafordulnak Pongo-Pongóra, értesítve erről a haditengerészetet. A szigeten Frisco a földbeásott Kamaszukával és Anuluval űz szadista játékot az utolsó használható pisztollyal, kilőve az összes töltényt. Hirtelen viszont berobban a fák közül az üzemanyag híján maradt hidroplán. Frisco és emberei, akik immár kétszeres túlerőben vannak, nekiesnek a két barátra. De ők most is jobbak és alaposan elagyabugyálják a rosszfiúkat. Alan most Kaldort rendezi el alaposan, míg Frisco akkora pofonokat kap Charlie-tól, hogy kiesnek a fogai és leesik a parókája (történetesen kopasz). Kamaszuka kihúzza magát a földből, míg Anulu vakond módjára szabadulna, de anyja szoknyája alatt, a ketrecben köt ki. Kamaszuka megleckézteti Kaldort és Friscót, utóbbinak még a bajuszát is lenyírja kardjával.
A hálás Mama három lányát ajánlja fel feleségül Charlie-nak és Alannek, de ők tiszteletteljesen visszautasítják a felajánlást. Közben megérkezik a haditengerészet helikoptere, a szigetlakók Alan tanácsára elbújnak. Frisco és Kaldor embereit letartóztatják. Charlie vonakodva adja át a sok pénzt, s csak az a tudat vigasztalja, hogy értéktelen. A tengerészet őrnagya (Tom Tully) közli, hogy ez csak álhír volt, amit a Pentagon terjesztett a japánok megtévesztésére, akik a szigeten hagyták a pénzt, amely hadiköltségeket fedezett volna, ezért a flotta örül, hogy most visszakaphatja. Nem úgy, mint Charlie és Alan. Brady tudta az igazságot, ő őrizte annak idején a pénzt, de erről nem szólt Alannek. Charlie elküldi a katonákat, hogy egyedül maradhasson Alannel, mert meg akar beszélni vele valamit. Amíg a távozó helikoptert bámulja, amely a több 300 millió dollárnyi valódi(!) pénzt elviszi, szertefoszlatva Charlie és Alan álmait. Alan óvatosan kereket old és a kalózok hátra maradt hajója felé siet. Charlie amint észbe kap szalad utána és kókuszdiókat hajigál felé.
Alan ráadásul elfelejtett még valamint: Mama ajándék bálványát az egyik pénzeszsákban, amit a katonák felfedeznek. Nem tudván kié átadják a múzeumnak. A szakértők szerint a bálvány 15. századi, amelynek értéke 10 millió dollár. A kiállításon az áll, hogy egy bátor expedíció adta a múzeumnak, mivel Charlie és Alan ügye nem kerülhetett nyilvánosságra, s egy esetleges elnöki gratuláció ígéretén túl nem is kapnak semmit. Charlie és Alan abban a múzeumban dolgozik ablaktisztítóként, s a szobrot bámulva töprengenek, vajon igaz-e a mondás: Aki barátot talál, kincset talál.

## Szereplők
| Szereplő                           | Színész              | Magyar hang      |
| ---------------------------------- | -------------------- | ---------------- |
| Alan Lloyd                         | Terence Hill         | Ujréti László    |
| Charlie O'Brien                    | Bud Spencer          | Bujtor István    |
| Kamasuka                           | John Fujioka         | Petrik József    |
| Mama                               | Louise Bennett       | Fónay Márta      |
| Anulu                              | Salvatore Borghese   | Székhelyi József |
| Frisco Joe                         | Salvatore Basile     | Csurka László    |
| Kaldor kalózkapitány               | Claudio Ruffini      | Gruber Hugó      |
| Brady bácsi                        | Herbie Goldstein     | Komlós András    |
| Varázsló                           | Baba Subraniam       | Huszár László    |
| Alua                               | Terry Moni Mapuana   | Eszenyi Enikő    |
| Ula                                | Kainowa Lauritzen    | N/A              |
| Ayola                              | Mirna Seya           | N/A              |
| Frisco Joe emberei                 | Giancarlo Bastianoni | Szersén Gyula    |
| Frisco Joe emberei                 | Giovanni Cianfriglia | Várkonyi András  |
| Frisco Joe emberei                 | Riccardo Pizzuti     | Trokán Péter     |
| Frisco Joe emberei                 | Sergio Smacchi       | eredeti nyelven  |
| Frisco Joe emberei                 | Steven Luotto        | eredeti nyelven  |
| Frisco Joe emberei                 | Alex Edlin           | N/A              |
| Walkmanes kalóz                    | Roberto Messina      | Orosz István     |
| Napszemüveges kalóz                | Marcello Verziera    | Fodor Tamás      |
| Kalózok                            | Ottaviano Dell’Acqua | eredeti nyelven  |
| Kalózok                            | Jay Amor             | eredeti nyelven  |
| Kalózok                            | N/A                  | eredeti nyelven  |
| „Szöszke”                          | Linda Prast          | Kováts Adél      |
| Riporternő                         | Kathy Lun            | Ábrahám Edit     |
| Tengerészgyalogos őrnagy           | Tom Tully            | Szerednyey Béla  |
| Warner, tengerészgyalogos          | Arnie Ross           | Forgács Péter    |
| Férfi a lóversenyen                | Josi W. Konski       | Sörös Sándor     |
| Paquito (hang)                     | (papagáj)            | Varga T. József  |
| Bennszülött                        | N/A                  | Márton András    |
| Sportriporter a lóversenyen (hang) | N/A                  | Korbuly Péter    |
| Hangosbemondó a lóversenyen (hang) | N/A                  | Czigány Judit    |
| Parti rádió (hang)                 | N/A                  | Balázsi Gyula    |
| Rádiós (hang)                      | N/A                  | Koroknay Géza    |

## Forgatási helyszínek
A filmen a "Pongo Pongo"" nevet viselő egzotikus szigeten játszódó felvételeket a Miamihoz közeli Key Biscayne szigeten forgatták. A szigeten játszódó cselekmény ugyanazon a helyen van, ahol Alan nagybátyjának, Bradynek a háza is van.

## Kiadások, kópiák

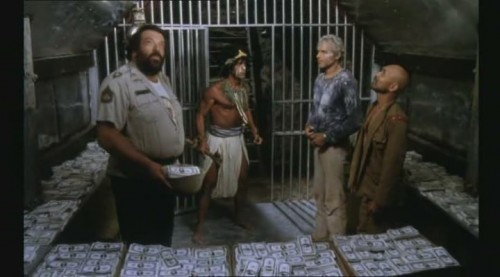
Charlie, Anulu, Alan és Kamasuka a film egyik jelenetében

A filmnek forgalomba került egy „kontinentális” és egy „angolszász” kópiája, utóbbi rövidebb, nem tartalmazza azt a jelenetet, amikor Alan és Charlie a pálmafák mellett kutat a kincs után, de csak két korábbi kincsvadász sírját találják meg (a kalózok első megverése és a páncélautós jelenet között). Valamint a legvégén a múzeumi jelenetet újra forgatták, az amerikai változatban a szobor alatti felirat angolul van, míg az olasz változatban olaszul. Mindkét változatban a statiszták is másképp mozognak az említett jelenetben.
Magyarországon forgalomba került változatok:
- Mokép-féle kópia: teljes hosszában tartalmazza a filmet, viszont az elején felcserélték a főcímzenét Alan és Brady beszélgetésével (az eredeti változatban előbb van a beszélgetés, utána a főcím), a stáblista pedig magyarul van kiírva. A végén a szöveget, amelyben a film készítői köszönetet mondanak a szigetlakóknak, narrátor olvassa fel, miközben a kép elsötétül (az eredetiben kimerevített kép előtt van kiírva a szöveg). Képarány 4:3 (teljes). Így mutatták be 1984-ben a mozikban és ezt adta 1990. március 17-én a Magyar Televízió, valamint 1997. augusztus 6-án a TV3 is.[5]
- VHS-kiadás (Intercom): az első jelenet és a főcím eredeti sorrendben, idegen nyelvű stáblista (a szinkron azonban eredeti, így elmarad a Magyarországon szokásos stáblista-olvasás), teljes hossz, a végén a felolvasott szöveg alatt az eredeti kiírás is látszik, 4:3 képarány.
- vágott kópia: az első jelenet és a főcím eredeti sorrendben, angol nyelvű stáblista, vágott verzió („sírásós” jelenet nélkül), a végén a felolvasott szöveg alatt az eredeti kiírás is látszik, 16:9 képarány (alul-felül levágva). Az RTL Klub sugározta korábban és így jelent meg DVD-n. A későbbiekben is ezt sugározták, de lényegesen jobb képminőséggel (élesebb kép), a stáblista nyelve hol olasz, hol angol volt (utóbbiban később magyarul is kiírták a címet az eredeti alá).
- Blu-ray kiadás: 102 perces változat. Képarány 16:9. A film tartalmazza azt a jelenetet, amikor Alan és Charlie a pálmafák mellett kutat a kincs után, de csak két korábbi kincsvadász sírját találják meg (a kalózok első megverése és a páncélautós jelenet között). A film elején és végén a stáblista olasz nyelvű, a film végén a készítők köszönetet mondanak a szigetlakóknak. A blu-ray kiadáson a magyar 2.0-s, az angol 2.0-s sztereo szinkronhangú, az olasz 5.1-es térhatású szinkron. Az olasz hang a blu-ray kiadáson egy utószinkronos változat, nem a színészek eredeti hangja hallható. Ezért Bud Spencer saját hangjával készült egy riport, amely felkerült erre a kiadásra. A blu-ray-t 2012. november 27-én adták ki a Wiamfilm Kft gondozásában.

## Érdekességek
- A szinkron készítésénél Székhelyi József improvizálta Anulu szövegeit.[6]
- A Mamát alakító Louise Bennett jamaicai iró- és költőnő volt, patois nyelven írt. A szigeten garázdálkodó idegenek (Kaldor kalózai és Frisco emberei) gyakori motívum az ő műveiben is, amit Sergio Corbucci átemelt a filmbe is.
- Charlie hajója, amely a Puffin nevet viseli egy Willard Vega 30 Horizon típusú jacht.
- A Mama három lányát alakító Terry Moni Mapuana, Kainowa Lauritzen és Mirna Seya néhány jelenetében hawaii hula táncot adnak elő (a három hölgy szakmáját tekintve táncosnő volt). A film a cselekmény szerint a Csendes-óceán déli felén játszódik, ám arra ez a fajta tánc ismeretlen a szigeteken.
- Kamaszuka alakját egy valós személy, Onoda Hiroo japán katona ihlette, aki a második világháború végén a Fülöp-szigetek dzsungeleiben maradt abban a hitben, hogy még tart a háború. Néhány társával bujkált és alkalomadtán támadásokat hajtott végre. 1972-ben már egyedül maradt és csak 1974-ben kapitulált régi felettese, Tanigucsi őrnagy parancsára.
- Hiroo története nemcsak a Kincs, ami nincs film számára szolgált ihletésül. Egy évvel Corbucci filmje előtt mutatták be az Utolsó repülés Noé bárkáján, illetőleg Kalandok égen és vízen (The Last Flight of Noah's Ark) című amerikai családi kalandfilmet, amelyben szintén szerepel két, lakatlan szigeten maradt japán katona, akik közül az egyiket ugyancsak John Fujioka alakította.

## Televíziós megjelenések
TV-2, Duna TV, TV3, RTL Klub / RTL, Film+, Poén TV / Prizma TV / RTL+ / RTL Három, Cool, Film+ 2